# Antonio Giovinazzi
Antonio Maria Giovinazzi (Martina Franca, 14 de dezembro de 1993) é um automobilista italiano que atualmente compete no Campeonato Mundial de Endurance da FIA pela equipe Ferrari AF Corse. Ele venceu as 24 Horas de Le Mans em 2023. Anteriormente, ele foi vice-campeão do Campeonato Europeu de Fórmula 3 da FIA de 2015 e, também, vice-campeão da GP2 Series de 2016. Giovinazzi foi escolhido pela Scuderia Ferrari para ser seu terceiro piloto e reserva para a temporada de Fórmula 1 de 2017. Ele fez sua estreia na categoria pela equipe Sauber no Grande Prêmio da Austrália de 2017, substituindo Pascal Wehrlein. Ele também substituiu Wehrlein na corrida seguinte, o Grande Prêmio da China, enquanto Wehrlein continuava sua recuperação.

## Fórmula 1
Em setembro de 2016, foi anunciado que Giovinazzi faria um teste no simulador da equipe Ferrari de Fórmula 1. Em dezembro, Giovinazzi foi confirmado como terceiro piloto da escuderia italiana.

### Sauber (2017)
Giovinazzi participou dos testes de pré-temporada para a temporada de 2017 com a Sauber. Substituindo Pascal Wehrlein que se feriu nas costas em um forte acidente sofrido durante a Corrida dos Campeões em janeiro nos Estados Unidos e foi forçado a perder a primeira semana dos testes de pré-temporada em Barcelona.
Apesar de Wehrlein ter completado a segunda parte da pré-temporada e realizar os treinos livres na sexta-feira para o Grande Prêmio da Austrália de 2017, em comunicado da Sauber, o piloto alemão, afirmou que não se sentia apto fisicamente para encarar toda a duração da prova já que devido ao seu acidente não pôde completar a preparação física necessária. Sendo assim, ele foi substituído por Giovinazzi na Sauber para o GP da Austrália.
Giovinazzi se tornou o primeiro italiano como titular em uma corrida de Fórmula 1 desde a saída de Jarno Trulli e Vitantonio Liuzzi em 2011, quando a temporada se encerrava no Grande Prêmio do Brasil. Trulli correu pela Lotus, que depois se tornou Caterham, e Liuzzi pela HRT. Na história, ele foi o 101.º a ser inscrito em um GP pelo país. A Sauber anunciou que Wehrlein seria novamente substituído por Giovinazzi no Grande Prêmio da China de 2017, onde ele caiu durante a qualificação e a corrida. Giovinazzi também participou em várias sessões de treinos livres ao longo das temporadas de 2017 e 2018.

### Alfa Romeo (2019–2021)
Em setembro de 2018, foi anunciado que Giovinazzi assinou um contrato para competir em tempo integral pela Sauber (que passou a se chamar Alfa Romeo Racing no início de 2019) a temporada de 2019 da Fórmula 1. Ele fez parceria com Kimi Räikkönen na equipe de 2019 até 2021 e marcou seu primeiro ponto na Fórmula 1 no Grande Prêmio da Áustria de 2019. Chegou a liderar o Grande Prêmio de Singapura de 2019, até ser ultrapassado por Sebastian Vettel. Mas ao final da temporada, o italiano perdeu a sua vaga na Fórmula 1 para o chinês Guanyu Zhou.

### Piloto de testes da Ferrari (2022 –presente)
Giovinazzi se tornou piloto de testes da Ferrari a partir de 2022, atuando como reserva desta equipe e também da Alfa Romeo e da Haas. Em 2022, ele chegou a testar pela Alpine em Budapeste e a fazer treinos livres pela Haas, nas etapas da Itália e dos Estados Unidos. Era especulado seu retorno à F1 em 2023, para substituir Mick Schumacher na equipe americana, ou substituindo Fernando Alonso na Alpine, contudo, no primeiro treino livre do GP dos EUA, o italiano bateu o carro da Haas após quatro voltas, danificando o câmbio e a asa dianteira. O piloto se desculpou e confessou que essa batida não ajudaria em seus planos de retornar à F1.

## Fórmula E

### Dragon / Penske Autosport (2022)
Em 16 de novembro de 2021, Giovinazzi foi anunciado como piloto da equipe Dragon / Penske Autosport para a disputa da temporada 2021–22 da Fórmula E.
Giovinazzi teve muitas dificuldades para se adaptar à equipe, que era a pior do grid e não marcou um ponto na temporada. O italiano também cometeu erros e viu seu companheiro de equipe, o brasileiro Sérgio Sette Câmara, o superar com frequência. Ele deixou a categoria no final da temporada.

## Endurance

### Ferrari AF Corse (2023 –presente)

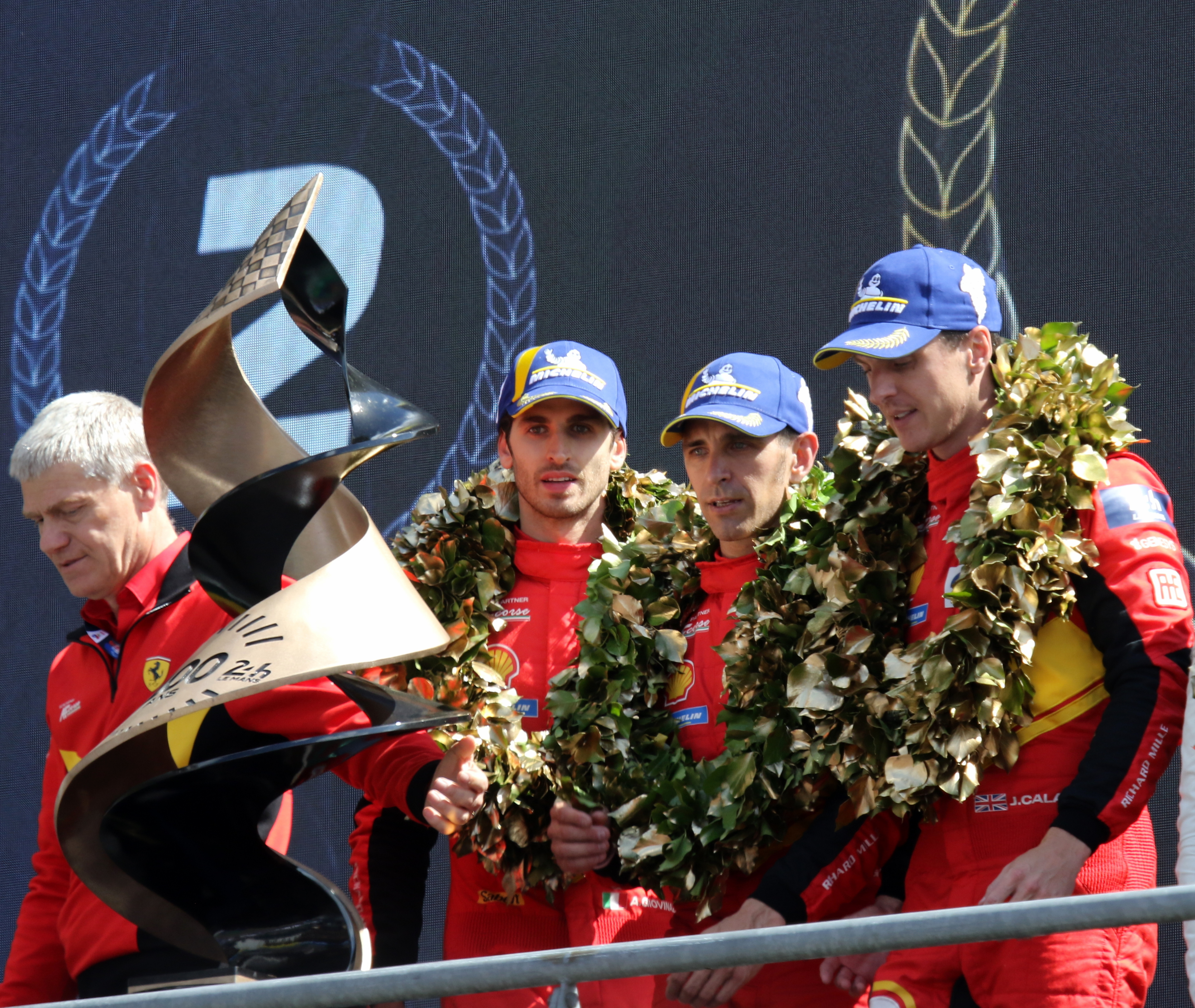
Giovinazzi (segundo da esquerda para a direita) com Pier Guidi e Calado no pódio das 24 Horas de Le Mans de 2023

Giovinazzi compete no Mundial de Endurance desde 2023, quando foi contratado para guiar o carro #51 Ferrari 499P LMH da Ferrari AF Corse na categoria. Ele divide o carro com os pilotos James Calado e Alessandro Pier Guidi.

### 24 Horas de Le Mans
Giovinazzi participou das 24 Horas de Le Mans em 2018, guiando um AF Corse com Pipo Derani e Toni Vilander na categoria GTE Pro. Em 2023, ele e seus companheiros Calado e Pier Guidi venceram a prova na categoria Hypercar, a principal. Em 2024, eles não conseguiram repetir o resultado, mas garantiram um pódio. A vitória ficou com o carro #50 da Ferrari, pilotado por Nicklas Nielsen, Miguel Molina e Antonio Fuoco.

## Resultados nas corridas da F1
Legenda: (Corridas em negrito indicam pole position); (Corridas em itálico indicam volta mais rápida)
| Temporada | Equipe                  | Chassis               | Motor                  | 1      | 2       | 3      | 4      | 5      | 6      | 7       | 8      | 9       | 10      | 11     | 12     | 13      | 14      | 15     | 16     | 17     | 18     | 19     | 20     | 21     | 22      | Class. | Pontos |
| --------- | ----------------------- | --------------------- | ---------------------- | ------ | ------- | ------ | ------ | ------ | ------ | ------- | ------ | ------- | ------- | ------ | ------ | ------- | ------- | ------ | ------ | ------ | ------ | ------ | ------ | ------ | ------- | ------ | ------ |
| 2017      | Sauber F1 Team          | Sauber C36            | Ferrari 061 1.6 V6     | AUS 12 | CHN Ret | BAR    | RUS    | ESP    | MON    | CAN     | AZE    | AUT     | GBR     | HUN    | BEL    | ITA     | SIN     | MAL    | JAP    | EUA    | MEX    | BRA    | ABU    |        |         | 15º    | 0      |
| 2019      | Alfa Romeo Racing       | Alfa Romeo Racing C38 | Ferrari 064 1.6 V6     | AUS 15 | BAR 11  | CHN 15 | AZE 12 | ESP 16 | MON 19 | CAN 13  | FRA 16 | AUT 10  | GBR Ret | ALE 13 | HUN 18 | BEL 18† | ITA 9   | SIN 10 | RUS 15 | JAP 14 | MEX 14 | EUA 14 | BRA 5  | ABU 16 |         | 17°    | 14     |
| 2020      | Alfa Romeo Racing Orlen | Alfa Romeo Racing C39 | Ferrari 065 1.6 V6     | AUT 9  | EST 14  | HUN 17 | GBR 14 | 70 17  | ESP 16 | BEL Ret | ITA 16 | TOS Ret | RUS 11  | EIF 10 | POR 15 | EMI 10  | TUR Ret | BAR 16 | SKR 13 | ABU 16 |        |        |        |        |         | 17°    | 4      |
| 2021      | Alfa Romeo Racing Orlen | Alfa Romeo Racing C41 | Ferrari 065/6 1.6 V6 t | BAR 12 | EMI 14  | POR 12 | ESP 15 | MON 10 | AZE 11 | FRA 15  | EST 15 | AUT 14  | GBR 13  | HUN 13 | BEL 13 | PBS 14  | ITA 13  | RUS 16 | TUR 11 | EUA 11 | CMX 11 | SAO 14 | CAT 15 | ARA 9  | ABU Ret | 18.º   | 3      |

Notas
† – O piloto não terminou a prova, mas foi classificado por ter completado 90% da corrida.

## 24 Horas de Le Mans[23]
| Ano  | Classe    | No. | Equipe             | Pilotos                           | Chassis                            | Pneus | Voltas | Posição | Posição Na Categoria |
| Ano  | Classe    | No. | Equipe             | Pilotos                           | Motor                              | Pneus | Voltas | Posição | Posição Na Categoria |
| ---- | --------- | --- | ------------------ | --------------------------------- | ---------------------------------- | ----- | ------ | ------- | -------------------- |
| 2018 | LMGTE Pro | 52  | AF Corse           | Toni Vilander Pipo Derani         | Ferrari 488 GTE Evo                | M     | 341    | 20º     | 5º                   |
| 2018 | LMGTE Pro | 52  | AF Corse           | Toni Vilander Pipo Derani         | Ferrari F154CB 3.9 L Turbo V8      | M     | 341    | 20º     | 5º                   |
| 2023 | Hypercar  | 51  | Ferrari - AF Corse | Alessandro Pier Guid James Calado | Ferrari 499P                       | M     | 342    | 1º      | 1º                   |
| 2023 | Hypercar  | 51  | Ferrari - AF Corse | Alessandro Pier Guid James Calado | Ferrari F163 2992 V6 Turbo híbrido | M     | 342    | 1º      | 1º                   |